# Caaschwitz
Caaschwitz – miejscowość i gmina w Niemczech, w kraju związkowym Turyngia, w powiecie Greiz.
Niektóre zadania administracyjne realizowane są przez miasto Bad Köstritz, które pełni rolę "gminy realizującej" (niem. "erfüllende Gemeinde").